# Svjetski dan glazbe
Svjetski dan glazbe (franc. Fête de la Musique; engl. World Music Day) slavi se svake godine 21. lipnja susretima i besplatnim nastupima amaterskih i profesionalnih glazbenika na otvorenim pozornicama te gradskim ulicama i trgovima diljem svijeta. Raznim glazbenim priredbama ujedno se obilježava i kalendarski početak ljeta.

## Povijest
Ideja o Svjetskom danu glazbe začeta je 1976. godine u Francuskoj. Američki glazbenik Joel Cohen, tada zaposlenik jedne francuske radijske postaje, predložio je cjelonoćnu glazbenu proslavu prvog dana ljetnoga suncostaja. Njegovu je ideju pet godina poslije prihvatio tadašnji francuski ministar kulture Jack Lang, a prva je proslava pod nazivom Fête de la Musique (Festival glazbe) održana 21. lipnja 1982. u Parizu. Od tada do danas glazbeni su se susreti i besplatni nastupi amaterskih i profesionalnih glazbenika povodom Svjetskoga dana glazbe i prvoga dana ljeta počeli organizirati u više od 460 gradova u 110 zemalja na svim kontinentima. U mnogim afričkim državama taj dan je proglašen i nacionalnim praznikom.

## Fête de la Musique
- Berlin 2005.
- Pariz 2009.
- Brisbane 2010.

## Vanjske poveznice

### Sestrinski projekti
|  | Zajednički poslužitelj ima još gradiva o temi Svjetski dan glazbe |

### Mrežna sjedišta
- IHG: Svjetski dan glazbe – La Fête de la Musique  Arhivirana inačica izvorne stranice od 3. prosinca 2013. (Wayback Machine) (hrv.)
- La Fête de la Musique (engl.) (šp.) (fr.)
- European Music Day Association (engl.)